# Quatro Pontes
Quatro Pontes is een gemeente in de Braziliaanse deelstaat Paraná. De gemeente telt 4.000 inwoners (schatting 2009).

## Aangrenzende gemeenten
De gemeente grenst aan Marechal Cândido Rondon, Nova Santa Rosa en Toledo.

## Verkeer en vervoer
De plaats ligt aan de wegen BR-163/BR-467 en PR-239.